# Csodák Palotája
A Csodák Palotája Magyarország első, egyedülálló interaktív tudományos kiállítása, ahol a  tudományos jelenségek szórakoztatóvá, a fizika pedig érthetővé válik.

## A kiállítás célja
A Csodák Palotájának célja, hogy látványos, szórakoztató, közérthető és átélhető módon mutassa be a természet törvényeit, a fizika csodálatos és meghökkentő világát. A kiállítás, Öveges József professzor álmának megvalósulása, aki már a hatvanas években, amikor még a nagy science centre-ek nem is léteztek, elképzelt egy olyan intézményt, ahol megtapasztalhatják a látogatók a tudomány „csodáit”, és ezt az általa elképzelt intézményt Csodák Palotájának nevezte el.
A nemrégiben megújult és Óbudára költözött tárlat már nem csupán a fizika csodáit igyekszik bemutatni. A természettudományok közül nyitott a biológia (Születés világa kiállítás), a kémia (Richter Gedeon labor), és a geológia (Csopa GeoLab foglalkozások) felé is. Kiállításainak, programjainak célja, hogy kedvet csináljon a természettudományok megismeréséhez tapasztalati úton, és ezáltal élménnyé tegye a tanulást.

## Története
Az Eötvös Loránd Fizikai Társulat (ELFT) és a Rubik Nemzetközi Alapítvány alapította 1993-ban a Budapest Science Centre Alapítványt, azzal a céllal, hogy hozzon létre egy „interaktív tudományos játszóházat”. A projekt felelőse Kádár Edit volt, aki Bán Lászlóval és az ELFT képviseletében Dr. Horváth Viktorral együtt alakította ki a Csodák Palotája koncepcióját, az első magyar tudományos múzeum prototípusát. Az első kiállítás 1994-ben volt, a Budapesti Műszaki Egyetem aulájában. Már ekkor kilométeres sorokban vártak az emberek, hogy megnézhessék a hands-on kiállítást. A kiállítás két hétig tartott csupán, néhány napos szünettel, amikor az elromlott eszközöket javították. A nagy érdeklődésre tekintettel (és a befolyt díjaknak köszönhetően) a következő évben már a Vasas Sportcsarnokban került megszervezésre a kiállítás. A hat hétig tartó kiállítást 130000 (közte számos külföldi) ember nézte meg. A nagy érdeklődésre tekintettel egy állandó helyszínt szerettek volna a rendezők. Ez a Rubik Nemzetközi Alapítvány támogatásával jött létre a budapesti Váci úton, a volt Könyvesház helyén, mintegy 1200 négyzetméteren.
Az állandó kiállítás működtetésére a BSCA és Rubik Ernő mint magánszemély megalapították a Csodák Palotája KHT-t. Néhány év után a működés már nem volt megoldható a kezdeti forrásokból. Dr. Tamás István mérnök, közgazdász, az IBS rektora ekkor vált a társaság tagjává, és vállalta, hogy anyagilag és üzletvezetési szaktudásával is támogatja a továbbiakban a Palotát. Az állandó kiállítás később a Millenáris Parkba költözött, 2012 és 2017 között a Camponában (Budapest, Nagytétényi út 37-43.) volt a kiállítások helyszíne, 1700 négyzetméteren, 2017-2023 között a Csodák Palotája a Buda Entertainment & Gastro területén, két szinten, 5000 négyzetméteren működött.
Jelenleg az intézmény szintén a III. kerületben található, az 1039 Budapest, Mátyás király út 24. cím alatt. Az ugyancsak több ezer négyzetméteres kiállítás az év szinte minden napján várja a játszva tanulni vágyó látogatókat.

## A kiállítás
2017 óta a Csodák Palotája 5000 m2-es tudományos szórakoztatóközpont, több mint 250 játékkal, előadóteremmel és laborral, 3 élményvetítővel, 4 szabadulószobával, rendezvénytermekkel, lombikból iható koktélokkal, biliárdfoci pályákkal, különleges csocsókkal és 27 interaktív asztallal.
Tematikus részlegek
- A természet műhelye
- Tudósok csarnoka
- Mágneses mező
- Űrállomás
- Születés világa
- Illúziók
- Newton almáskertje
- Logikai megálló  Kiegészítő programlehetőségek:
- Richter Gedeon labor
- Öveges terem
- Szabaduló szobák
  - A megújuló város
  - A mérnök szobája
  - Vészhelyzet
  - Világjáró

- Élményvetítések
  - 5D Mozi
  - 9D Mozi
  - Körmozi

- Playbar játékok
  - Biliárdfoci
  - Interaktív asztalok

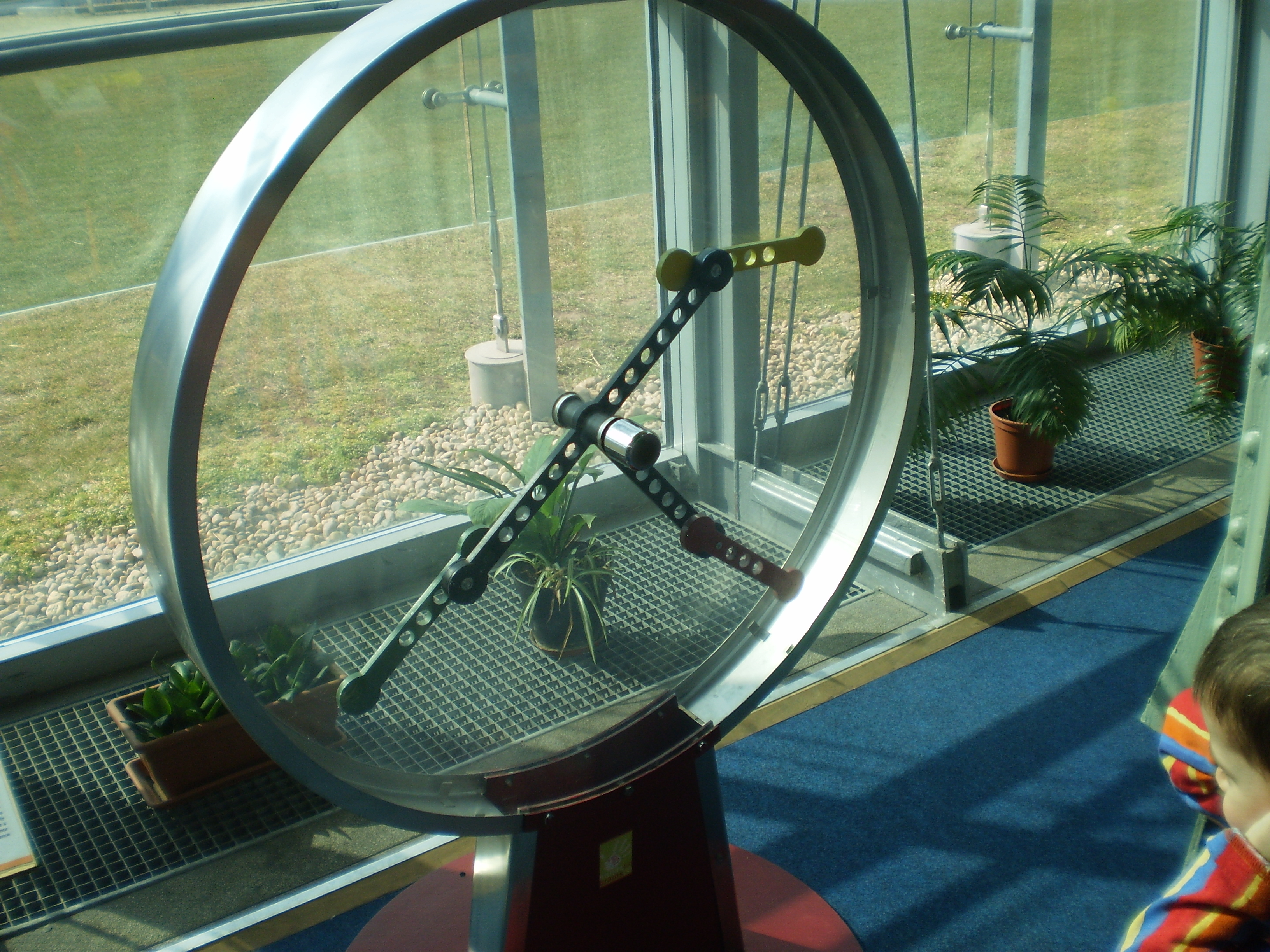
Összetett inga. A gomb segítségével elforgatható inga szabadon hagyva kaotikus mozgást végez

A legnépszerűbb játékok a „klasszikusok” közül:
Alkotó inga; Mekkorát ugranál a Naprendszerben?; Fakírágy; LEGO-mozi; Piruett; Mostari híd; Keringő pénzek; Bársony hárfa, Légágyú, Látható rezgések; Tapadó korong; Kaotikus inga; Ütköző golyók; Ködkamra; Görbült vízszintes; Futópálya; Repülő tükörkép.